# Ligyra coleopterata
Ligyra coleopterata är en tvåvingeart som först beskrevs av Mario Bezzi 1921.  Ligyra coleopterata ingår i släktet Ligyra och familjen svävflugor. Inga underarter finns listade i Catalogue of Life.